# I Was a Teenage Werewolf
I Was a Teenage Werewolf è un film del 1957 diretto da Gene Fowler Jr. e interpretato da Michael Landon, Yvonne Lime e Whit Bissell. Co-scritto e prodotto dal produttore di cult Herman Cohen, fu uno dei film di maggior successo distribuiti dall'American International Pictures (AIP).
Venne originariamente distribuito come doppia programmazione con Invasori dall'altro mondo. La versione includeva la tagline, "Ti sfidiamo a vedere i film più incredibili dei nostri tempi!"

## Trama
Tony Rivers, un adolescente problematico di Rockdale High, è noto per perdere facilmente la pazienza e reagire in modo eccessivo. Una lotta nel campus tra Tony e il compagno di classe Jimmy attira l'attenzione della polizia locale, in particolare del Detective Donovan. Donovan interrompe la lotta e consiglia a Tony di parlare con uno "psicologo" che lavora nello stabilimento aeronautico locale, il dottor Alfred Brandon, un praticante di ipnoterapia.
Tony si rifiuta, ma la sua ragazza Arlene, così come suo padre, mostrano preoccupazione per il suo comportamento violento. Più tardi, ad una festa di Halloween nella "casa stregata", una vecchia casa in cui si ritrovano molti adolescenti, Tony attacca il suo amico Vic dopo essere stato sorpreso da dietro. Dopo aver visto le espressioni scioccate sui volti dei suoi amici, si rende conto di aver bisogno di aiuto e si reca dal dottor Brandon.
Alla prima visita di Tony, tuttavia, Brandon chiarisce che il ragazzo sarà un argomento eccellente per i suoi esperimenti con un siero scopolamina che ha sviluppato che regredisce le personalità ai loro istinti primitivi. Brandon crede che l'unico futuro che l'umanità ha è quello di "riportarla al suo stato primitivo". Sebbene l'assistente di Brandon, il dott. Hugo Wagner, protesti che l'esperimento potrebbe uccidere Tony, Brandon continua a portarlo avanti ed in due sessioni suggerisce a Tony di essere un animale selvatico.
Quella notte, dopo una piccola festa nella casa stregata, Tony porta Arlene a casa; ed uno dei loro amici, Frank, viene attaccato ed ucciso mentre sta camminando verso casa attraverso i boschi. Mentre Donovan e il capo della polizia Baker esaminano le fotografie della vittima ed attendono un'autopsia, Pepi, inserviente della stazione di polizia, convince l'ufficiale Chris Stanley a fargli vedere le foto. Pepi, originario dei Carpazi, dove i lupi mannari, "esseri umani posseduti dai lupi", sono comuni, riconosce immediatamente i segni sul corpo di Frank, con grande incredulità di Chris, che si oppone all'idea di un lupo mannaro.
Il giorno successivo, dopo un'altra sessione con Brandon, durante la quale Tony dice al dottore che sente che c'è qualcosa di molto sbagliato in lui, Tony parla con Miss Ferguson, la preside di Rockdale High. Miss Ferguson dice a Tony che è contenta di lui; Brandon gli ha dato un rapporto positivo sul suo comportamento; e che intende raccomandare Tony per farlo entrare nello State College. Mentre Tony lascia l'ufficio della preside soddisfatto della buona notizia, passa davanti alla palestra dove Theresa si esercita da sola. Una campanella suona all'improvviso dietro la sua testa, innescando la sua trasformazione in un lupo mannaro. Tony attacca ed uccide Theresa, poi fugge dalla scuola superiore. Nonostante i cambiamenti nel suo aspetto facciale, i testimoni lo identificano per i suoi vestiti e il capo della polizia Baker emette un mandato d'arresto.
Doyle, un giornalista locale, intervista il padre di Tony, così come Arlene ed i suoi genitori, nella speranza di localizzare Tony ed ottenere uno scoop. Nel frattempo Baker e Donovan tentano di intrappolare Tony nel bosco dove pensano che possa nascondersi. Sempre nella forma di un lupo mannaro,Tony guarda mentre la rete a strascico lo cerca,ma viene sorpreso da un cane e finisce per ucciderlo.
Al mattino Tony si sveglia e, visto che è tornato al suo aspetto normale, fa ritorno in città. Dopo aver telefonato ad Arlene (che risponde, ma non sente nessuno sulla linea), Tony si dirige verso l'ufficio di Brandon e chiede il suo aiuto. Brandon vuole assistere alla trasformazione di Tony e filmarla per convincere la comunità scientifica della validità dei suoi esperimenti. Brandon dice a Tony che lo aiuterà e dopo avergli detto di sdraiarsi sul divano, gli inietta di nuovo il siero. Immediatamente dopo la trasformazione, un telefono che squilla nelle vicinanze innesca l'istinto di Tony che, alzatosi dal divano, uccide Brandon e Wagner e distrugge anche la cinepresa. Avvisato che Tony è stato visto nelle vicinanze, Donovan e Chris irrompono e sono costretti a sparare più volte contro Tony mentre questi avanza verso di loro. Alla morte, Tony riprende le sue sembianze normali, lasciando Donovan a speculare sul coinvolgimento di Brandon - e sull'errore dell'uomo che interferisce nei regni di Dio.